# Winnezeele
Winnezeele är en kommun i departementet Nord i regionen Hauts-de-France i norra Frankrike. Kommunen ligger i kantonen Steenvoorde som tillhör arrondissementet Dunkerque. År 2022 hade Winnezeele 1 280 invånare.

## Befolkningsutveckling
Antalet invånare i kommunen Winnezeele
| Referens: INSEE |